# NGC 2969
NGC 2969 (другие обозначения — MCG −1-25-21, MK 1235, IRAS09394-0822, PGC 27714) — спиральная галактика (Sc) в созвездии Секстант.
В галактике наблюдается повышенное ультрафиолетовое излучение, и потому её относят к галактикам Маркаряна. Причиной является всплеск звездообразования из-за взаимодействия с соседними галактиками.
Этот объект входит в число перечисленных в оригинальной редакции «Нового общего каталога».